# Доценко, Степан Матвеевич
Степан Матвеевич Доценко (1900—1978) — старший сержант Рабоче-крестьянской Красной Армии, участник Великой Отечественной войны, Герой Советского Союза (1944).

## Биография
Степан Доценко родился 18 февраля 1900 года в селе Квашино (ныне — Воробьёвский район Воронежской области) в семье крестьянина. После окончания начальной школы работал в отцовском хозяйстве, затем в колхозе. Позднее переехал в Ростовскую область, где работал в артели, затем на Жирновском известковом заводе. В июле 1941 года Доценко был призван на службу в Рабоче-крестьянскую Красную Армию. С августа того же года — на фронтах Великой Отечественной войны. Участвовал в боях на Юго-Западном, 3-м Украинском, 1-м Белорусском фронтах. Участвовал в боях в Ростовской области, битве за Кавказ. К ноябрю 1943 года гвардии красноармеец Степан Доценко был наводчиком орудия 185-го гвардейского стрелкового полка 60-й гвардейской стрелковой дивизии 6-й армии 3-го Украинского фронта. Отличился во время битвы за Днепр.
26 ноября 1943 года Доценко со своим расчётом переправился через Днепр в районе села Разумовка Запорожского района Запорожской области Украинской ССР и принял активное участие в боях за захват, удержание и расширение плацдарма. В бою был ранен, но продолжал сражаться, уничтожив около взвода вражеской пехоты.
Указом Президиума Верховного Совета СССР от 22 февраля 1944 года за «умелое выполнение боевых задач, отвагу и мужество, проявленное в боях за Днепр» гвардии красноармеец Степан Доценко был удостоен высокого звания Героя Советского Союза с вручением ордена Ленина и медали «Золотая Звезда» за номером 2663.
В дальнейшем участвовал в освобождении Правобережной Украины, Березнеговато-Снигирёвской операции, форсировании Ингульца, Южного Буга, Днестра, освобождении Польши, в том числе в боях на Магнушевском плацдарме и Висло-Одерской операции, боях в Германии. Конец войны Доценко встретил в Берлине. В августе 1945 года он был демобилизован. Проживал и работал в различных городах СССР, последнее место жительства — посёлок Сарата Одесской области Украинской ССР, где работал председателем артели «Общепит». Умер 12 апреля 1978 года.
Был также награждён орденом Красной Звезды и рядом медалей.
В честь Доценко названа улица в его родном селе.